# Poplista
Poplista – audycja radiowa, lista przebojów nadawana w radiu RMF FM od września 2001, obecnie od poniedziałku do piątku w godzinach 19:00-20:00, prowadzona przez Darka Maciborka.
W programie prezentowanych jest 20 piosenek (podczas emisji w radiu 10) z zestawienia oraz 20 propozycji do niego (najpierw 3 propozycje, potem 4, a na końcu 10 propozycji). Propozycje prezentowane są na stronie internetowej w kolejności alfabetycznej wykonawców. Słuchacze głosują na utwory za pośrednictwem systemu SMS oraz stron internetowych radia. Linie SMS czynne są tylko w trakcie emisji listy. Od 3 września 2001 do 8 lutego 2002 audycję nadawano od poniedziałku do czwartku w godzinach 18:00-20:00. Od 11 lutego 2002 do 18 grudnia 2015 program emitowany był także w piątki.
Od 1 czerwca 2003 roku do 19 grudnia 2004 roku cotygodniowe podsumowanie Poplisty RMF FM było emitowane na antenie telewizji Polsat prowadzone przez Macieja Rocka w niedzielę o godzinie 9.30.
Od stycznia do czerwca 2005 zestawienie było integralną częścią Akademii Muzyki RMF FM. Od pierwszej połowy 2007 w ramach serwisu MiastoMuzyki.pl (obecnie RMFon.pl) dostępny jest kanał tematyczny: RMF Poplista. Przez całą dobę prezentowane jest tam ostatnie zestawienie listy.
W ramach listy ukazywały się kompilacje Poplista. Pierwsza część pojawiła się wiosną 2003, a ostatnia – szósta, latem 2004.
Od 1 września 2014 program emitowany jest w godzinach 19:00-00:00 pod nową nazwą Poplista plus. Prezentowane jest tylko 10 najlepszych piosenek zestawienia, a resztę utworów z notowania można zobaczyć na stronie internetowej radia. Od 11 stycznia 2016 program nadawany jest ponownie od poniedziałku do piątku. Od września 2016 do czerwca 2017 w piątki od 19.00 do 00:00 nadawany był program pod nazwą Poplista impreza prowadzony wspólnie przez Darka Maciborka i Marcina Jędrycha. Ważnym elementem Poplisty Plus był konkurs „Ja cię kręcę!”, w którym Perfect, Kamil Bednarek, Ewa Farna, Varius Manx i Enej wybierają najbardziej uzdolnionych słuchaczy, którzy przesłali na stronę internetową radia covery popularnych utworów. Nagrodą jest zaśpiewanie ze znanymi artystami na jubileuszowej płycie z okazji 25-lecia RMF FM. W audycji pojawia się także Poplista Plus Live Sessions, gdzie polscy i okazjonalnie zagraniczni artyści wykonują swoje utwory w wersji akustycznej.

## Prowadzący
Pierwszym prowadzącym listę od 3 września 2001 do 16 sierpnia 2003 był Michał Figurski. Program ten miał okazję prowadzić dawniej także między innymi Tomasz Kasprzyk.
Od sierpnia 2003 program prowadzi Dariusz Maciborek, w zastępstwie gospodarzem audycji jest Marcin Jędrych (m.in. na zmianę w okresie wakacyjnym). 
Od września 2016 w piątki emitowany był program Poplista impreza, prowadzili go wspólnie Dariusz Maciborek i Marcin Jędrych.

## Wydania jubileuszowe
W ramach Poplisty odbyły się notowania jubileuszowe, które były swego rodzaju podsumowaniem największych przebojów w historii listy. Spośród notowań jubileuszowych normalny charakter zachowały notowania 2000, 3500 i 4000.
Jubileuszowe notowania:
- 100 – 6 marca 2002
- 400 – 13 maja 2003
- 500 – 30 września 2003
- 1000 – 5 października 2005
- 1500 – 3 października 2007
- 2000 – 7 października 2009 (normalne notowanie)
- 2500 – 12 października 2011
- 3000 – 17 października 2013
- 3500 – 26 października 2015 (normalne notowanie)
- 4000 – 25 października 2017 (normalne notowanie)
- 5000 – 3 listopada 2021

## Statystyki
Od września 2010 do listopada 2021 na stronach Poplisty można było znaleźć wykresy utworów oraz Top 50 piosenek, które uzyskały najlepsze wyniki w danym roku oraz w całym okresie trwania listy. Kryterium uwzględnionym były zdobycze punktowe piosenek (za 1. miejsce przyznawane jest 20 pkt., za 2-19, za 3-18 itd.).
|  | Najdłużej przebywające piosenki w zestawieniu listy (uwzględniając tylko normalne notowania): - Ville Valo i Natalia Avelon – „Summer Wine” (98 razy) - Gotye feat. Kimbra – „Somebody That I Used to Know” (96 razy) - Ed Sheeran – „I See Fire” (96 razy) - Nickelback – „How You Remind Me” (95 razy) - Lee Ryan – „Turn Your Car Around” (93 razy) - OneRepublic – „Counting Stars” (93 razy) - Katie Melua – „Spider’s Web” (92 razy) - Katie Melua – „Nine Million Bicycles” (87 razy) - Męskie Granie Orkiestra 2018 - "Początek" (86 razy) - Keane – „Everybody’s Changing” (84 razy) - Adele – „Rolling in the Deep” (82 razy) - Calling – „Wherever You Will Go” (80 razy) - Twoface – „Fire in Your Eyes” (80 razy) - CYRIL – „Stumblin' In” (80 razy) - Blue Cafe – „Buena” (79 razy) - Amy Macdonald – „Slow It Down” (79 razy) - Imany – „Don’t Be So Shy” (Filatov & Karas Remix) (78 razy) - Hoobastank – „The Reason” (78 razy) - Adele – „Set Fire to the Rain” (78 razy) - Ania Wyszkoni – „Z ciszą pośród czterech ścian” (78 razy) - Passenger – „Let Her Go” (78 razy) - Nickelback – „Lullaby” (77 razy) | Najwięcej razy na pierwszym miejscu (uwzględniając tylko normalne notowania): - Evanescence – „Bring Me to Life” (22 razy) - Nickelback – „How You Remind Me” (19 razy) - Darren Hayes – „Insatiable” (18 razy) - The Rasmus – „In the Shadows” (16 razy) - Evanescence – „My Immortal” (16 razy) - Lee Ryan – „Turn Your Car Around” (15 razy) - Krzysztof Krawczyk i Edyta Bartosiewicz – „Trudno tak” (15 razy) - The Rasmus – „First Day of My Life” (15 razy) - O.N.A. – „Niekochana” (15 razy) - Kasia Kowalska – „Widzę twoją twarz” (15 razy) - Nelly Furtado – „Say It Right” (14 razy) - Alan Walker – „Faded” (13 razy) - Imany – „Don’t Be So Shy” (Filatov & Karas Remix) (13 razy) - Wilki – „Bohema” (13 razy) - Sarah Connor – „From Sarah with Love” (13 razy) - Krzysztof Kiljański i Kayah – „Prócz ciebie, nic” (13 razy) - Katie Melua – „Spider’s Web” (12 razy) - Enej – „Skrzydlate ręce”(12 razy) - Céline Dion – „I'm Alive” (12 razy) - Amy Macdonald – „This Is the Life” (12 razy) - CYRIL – „Stumblin' In” (12 razy) |

### Statystyki: TOP maja 2022
Poniższa tabela przedstawia dorobek punktowy piosenek notowanych w maju 2022. Obejmuje notowania 5120-5139 (od 4 maja 2022 do 31 maja 2022). 
| Miejsce | Wykonawca                                       | Utwór                    | Punkty | Debiut                       | Finisz                      |
| ------- | ----------------------------------------------- | ------------------------ | ------ | ---------------------------- | --------------------------- |
| 1       | Harry Styles                                    | "As It Was"              | 262    | 14 kwietnia 2022 (not. 5110) |                             |
| 2       | Jax Jones & MNEK                                | "Where Did You Go"       | 260    | 05 kwietnia 2022 (not. 5103) | 17 czerwca 2022 (not. 5151) |
| 3       | sanah i Kwiat Jabłoni                           | "Szary świat"            | 257    | 28 marca 2022 (not. 5097)    | 01 czerwca 2022 (not. 5040) |
| 4       | Imagine Dragons                                 | "Bones"                  | 239    | 25 kwietnia 2022 (not. 5115) | 10 czerwca 2022 (not. 5147) |
| 5       | Camila Cabello & Ed Sheeran                     | "Bam Bam"                | 234    | 28 kwietnia 2022 (not. 5118) |                             |
| 6       | Dawid Kwiatkowski                               | "Idziesz ze mną"         | 234    | 06 kwietnia 2022 (not. 5104) | 30 maja 2022 (not. 5138)    |
| 7       | Roxen                                           | "UFO"                    | 233    | 13 kwietnia 2022 (not. 5109) | 21 czerwca 2022 (not. 5153) |
| 8       | Ochman                                          | "River"                  | 220    | 06 maja 2022 (not. 5122)     |                             |
| 9       | Daria & Kush Kush                               | "Never Ending Story"     | 212    | 11 kwietnia 2022 (not. 5107) | 09 czerwca 2022 (not. 5146) |
| 10      | George Ezra                                     | "Anyone For You"         | 209    | 01 kwietnia 2022 (not. 5101) | 06 czerwca 2022 (5143)      |
| 11      | Tove Lo                                         | "How Long"               | 204    | 30 marca 2022 (not. 5099)    | 14 czerwca 2022 (not. 5149) |
| 12      | Rubens                                          | "Wszystko ok?"           | 200    | 04 kwietnia 2022 (not. 5102) | 02 czerwca 2022 (nor. 5141) |
| 13      | VAMERO, Tribbs, Philip Strand                   | "Ghost"                  | 199    | 08 kwietnia 2022 (not. 5106) | 03 czerwca 2022 (not. 5142) |
| 14      | T.Love, Kasia Sienkiewicz (Kwiat Jabłoni)       | "Pochodnia"              | 155    | 16 marca 2022 (not. 5089)    | 25 maja 2022 (not. 5135)    |
| 15      | Milky Chance                                    | "Synchronize"            | 129    | 10 maja 2022 (not. 5124)     |                             |
| 16      | Shouse                                          | "Won't Forget You"       | 121    | 11 marca 2022 (not. 5086)    | 16 maja 2022 (not. 5128)    |
| 17      | Sara James                                      | "Nie jest za późno"      | 111    | 04 maja 2022 (not. 5120)     | 23 maja 2022 (not. 5133)    |
| 18      | Sylwia Grzeszczak                               | "Dżungla"                | 105    | 21 kwietnia 2022 (not. 5113) | 18 maja 2022 (not. 5130)    |
| 19      | Wilki                                           | "Liczysz się tylko ty"   | 103    | 12 maja 2022 (not. 5126)     | 08 czerwca 2022 (not. 5145) |
| 20      | Shawn Mendes                                    | "When You're Gone"       | 92     | 17 maja 2022 (not. 5129)     | 23 czerwca 2022 (not. 5155) |
| 21      | Marien                                          | "Sama"                   | 89     | 19 kwietnia 2022 (not. 5111) | 19 maja 2022 (not. 5131)    |
| 22      | David Guetta x Becky Hill x Ella Handerson      | "Crazy What Love Can Do" | 85     | 19 maja 2022 (not. 5131)     |                             |
| 23      | Tom Grennan                                     | "Remind Me"              | 66     | 20 maja 2022 (not. 5132)     | 27 czerwca 2022 (not. 5157) |
| 24      | Felix Jaehn, The Stickmen Project, Calum Scott  | "Rain In Ibiza"          | 57     | 24 maja 2022 (not. 5134)     |                             |
| 25      | Olivia Addams                                   | "Never Say Never"        | 47     | 22 marca 2022 (not. 5093)    | 11 maja 2022 (not. 5125)    |
| 26      | Mateusz Ziółko                                  | "Weź mnie"               | 42     | 26 maja 2022 (not. 5136)     |                             |
| 27      | Purple Disco Machine with Sophie And The Giants | "In The Dark"            | 21     | 18 lutego (not. 5073)        | 09 maja 2022 (not. 5123)    |
| 28      | Alan Walker & Benjamin Ingrosso                 | "Man On The Moon"        | 12     | 18 marca 2022 (not. 5091)    | 05 maja 2022 (not. 5121)    |
| 29      | Gromee x Antonia                                | "Send Me Your Love"      | 2      | 31 maja 2022 (not. 5139)     |                             |

Zasady rozstrzygania remisu punktów:
1. Wyższa najwyższa pozycja w historii notowania piosenki;
2. Gdy piosenki miały te same najwyższe pozycję, to wygrywa ta, która więcej razy była na tej pozycji;
3. Gdy piosenki były tyle samo razy na tej samej najwyższej pozycji, to wygrywa ta, która więcej razy była na drugiej najwyższej pozycji itd.;
4. Jeśli wszystkie powyższe zasady nie wyłonią zwycięzcy, to wygrywa ta, która zadebiutowała wcześniej.